# Euclosiana rotundifrons
Euclosiana rotundifrons is een krabbensoort uit de familie van de Leucosiidae. De wetenschappelijke naam van de soort is voor het eerst geldig gepubliceerd in 1933 door Chopra.